# 上石津町立時山小学校
上石津町立時山小学校（かみいしづちょうりつ ときやましょうがっこう）は、かつて岐阜県養老郡上石津町（現・大垣市）に存在した公立小学校。

## 概要
- 上石津町時山が校区であった。1971年に時小学校に統合され、廃校。
- 校舎は現存せず、跡地は時山生活改善センター（現・時山健康増進施設）となっている。

## 沿革
- 1873年（明治6年） - 石津郡[注釈 2]時山村に負薪義校が開校する。
- 1875年（明治8年） - 負薪学校に改称する。
- 1881年（明治14年） - 時山簡易学校に改称する。
- 1888年（明治21年） - 時山尋常小学校に改称する。
- 1889年（明治22年）7月1日 - 細野村、上村、打上村、上堂ノ上村、下山村が合併し、冠村が発足。
- 1897年（明治30年）4月1日 - 時村と時山村が合併し、時村が発足。
- 1898年（明治31年） - 時尋常高等小学校に統合され、時尋常小学校時山分校となる。
- 1901年（明治34年） - 時尋常小学校時山分教場に改称する。
- 1905年（明治38年） - 時山尋常小学校として独立。
- 1922年（大正11年） - 農業補習学校を併設する。
- 1941年（昭和16年）4月1日 - 時山国民学校に改称する。
- 1947年（昭和22年）4月1日 - 時村立時山小学校に改称する。
- 1955年（昭和30年）1月15日 - 時村、牧田村、一之瀬村、多良村が合併、上石津村が発足。同時に上石津村立時山小学校にそれぞれ改称する。
- 1969年（昭和44年）1月15日 - 上石津村が町制施行、上石津町となる。同時に上石津町立時山小学校に改称する。
- 1971年（昭和46年）3月 - 時小学校に統合され、廃校。